# Pyrosoma
Pyrosoma là một chi động vật biển trong họ Pyrosomatidae thuộc bộ Pyrosomida, chúng là một tập hợp của hàng ngàn sinh vật bé nhỏ, gọi là Zooids. Chúng thường được gọi là giun biển khổng lồ.

## Đặc điểm
Từng Zooids rất nhỏ và có thân hình trong suốt. Mật độ ở lớp vỏ nhiều hơn bên trong, phần giữa thân gần như rỗng hoàn toàn. Mỗi Zooids có nhiệm vụ riêng (như tự vệ, sinh sản, ăn uống) góp phần vào cả quần thể nhưng phải dựa vào nhau để tồn tại, cùng nhau thực hiện chức năng sinh tồn, dù tất cả zooids đều có thể tách rời khỏi quần thể nhưng chúng tập hợp với nhau thành thực thể sống khổng lồ. Chúng tạo thành loài giun biển khổng lồ có chiều dài thân khoảng 18m với đường kính thân mình lớn hơn cả cá mập,
Sự tạo thành khối cơ thể đồ sộ với chiều dài khoảng 18m cùng đường kính thân mình lớn như cá mập. Pyrosome có kích thước lớn, màu trắng, xanh, thậm chí màu hồng nhạt, thường sinh sống tại vùng biển nhiệt đới ấm áp. Một đầu của giun biển Pyrosome mở rộng có nhiệm vụ hút nước biển vào cơ thể, lấy thức ăn là sinh vật phù du và đẩy phần nước đã lọc ra ngoài ở đầu kia.

## Các loài
Chi này gồm các loài sau
- Pyrosoma aherniosum Seeliger, 1895
- Pyrosoma atlanticum Péron, 1804
- Pyrosoma godeauxi van Soest, 1981
- Pyrosoma ovatum Neumann, 1909